# Zintegrowane projektowanie

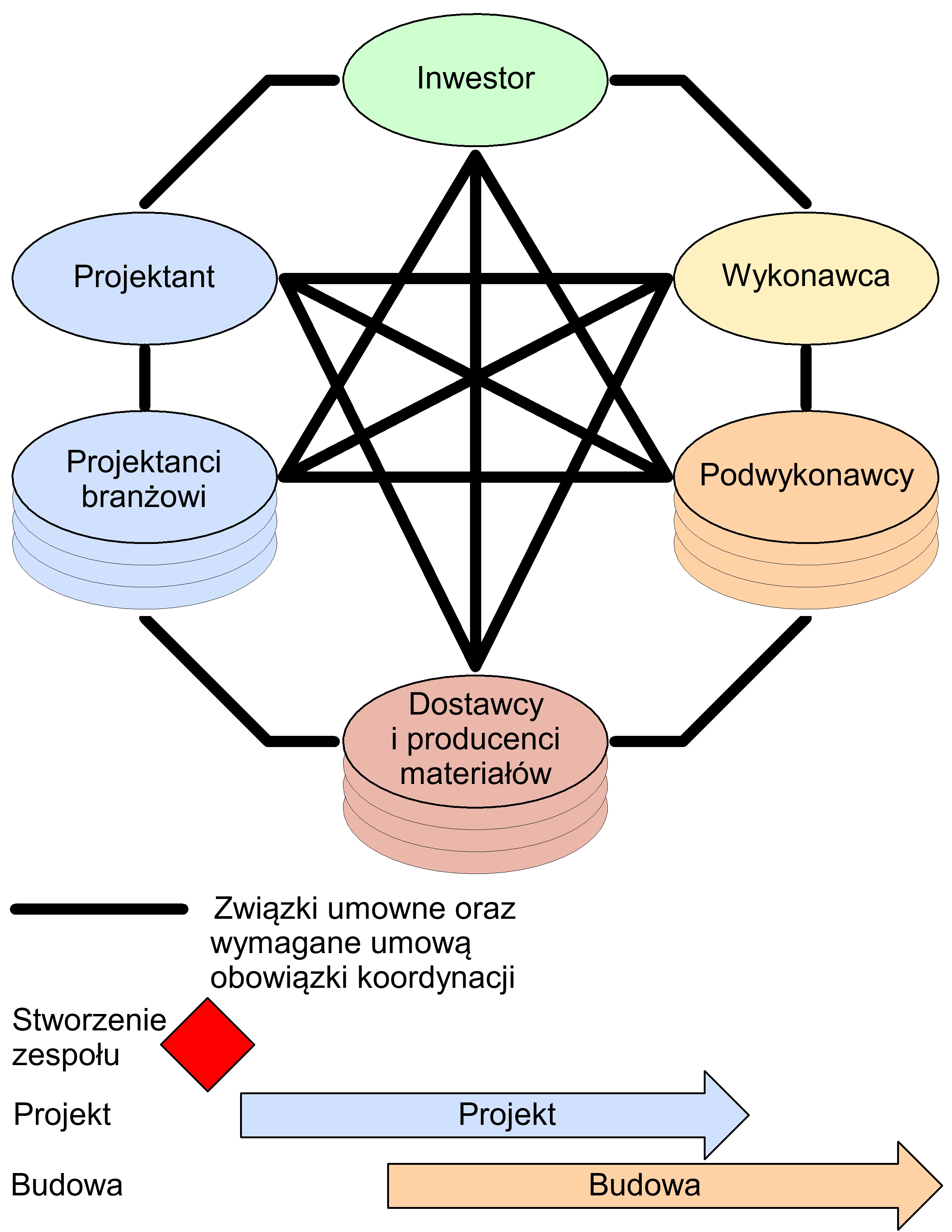
Zintegrowany sposób realizacji inwestycji - związki umowne pomiędzy uczestnikami przedsięwzięcia.

Projektowanie zintegrowane (ang. Integrated Design Process - IDP) – sposób realizacji inwestycji, który w optymalny sposób, pod względem współpracy zespołu projektowego, w skład którego wchodzą: architekt, inżynier, inwestor, wykonawca i użytkownik, pozwala stworzyć obiekt zrównoważony pod względem kosztów budowy jak i kosztów eksploatacji.  Na każdym etapie projektowania przedstawiciele poszczególnych branży mają możliwość wyrażania własnych opinii na temat powstającego projektu, natomiast architekci są angażowani podczas prac wykonawczych. 
Jest elementem zintegrowanej metody realizacji przedsięwzięcia budowlanego (ang. Integrated Project Delivery - IPD), lecz może być stosowana i w innych metodach realizacji inwestycji, np.: projekt-przetarg-budowa z zarządcą przedsięwzięcia budowlanego. W wielu krajach organizacje branżowe publikują standardowe umowy stosowne dla zintegrowanej metody realizacji przedsięwzięcia budowlanego, której elementem jest projektowanie zintegrowane, a także istnieją organizacje specjalizujące się w doradztwie dotyczącym zintegrowanej metody realizacji projektów budowlanych. Zintegrowany sposób realizacji inwestycji (ang. Integrated Project Delivery - IPD) jest zastosowaniem zasad szczupłego zarządzania i szczupłej produkcji w budownictwie.
W fazie przygotowania koncepcji projektu  architekt i specjalista z dziedziny efektywności energetycznej budynku stanowią podstawę zespołu projektowego odpowiedzialnego za powstanie projektu. Pozwala to na zaangażowanie kolejnych członków zespołu wraz z ich wiedzą i doświadczeniem w dziedzinie instalacji sanitarnych, wentylacji i klimatyzacji, a także elektryki, na poszczególnych etapach powstawania inwestycji. Taki system współpracy pozwala na osiągnięcie konsensusu pośród osób włączonych w realizację inwestycji, a w rezultacie osiągnięcie perfekcyjnej jakości projektowanych i budowanych przedsięwzięć.

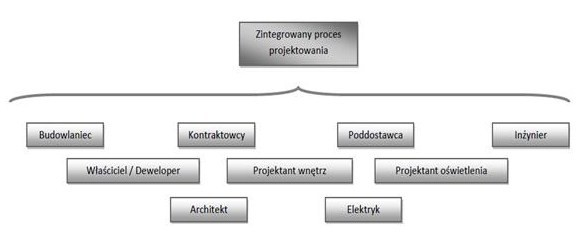
System współpracy branżowej dla idei zintegrowanego projektowania

Bob Berkebile:
Musimy wykorzystać nową współpracę procesu zintegrowanego projektowania, tworzącego nowe metody i narzędzia oraz przyjazne środowisko, który pozwoli przywrócić społeczne, ekonomiczne i środowiskowe aspekty naszej wspólnoty

## Projektowanie zintegrowane domów pasywnych i niskoenergetycznych
Aby budynek mógł spełniać kryterium zrównoważonego rozwoju musi być zaprojektowany jako budynek energooszczędny. W odróżnieniu od projektowania budynku tradycyjnego,
w  pierwszym etapie powstawania budynku pasywnego architekt określa kształt obiektu mając na uwadze zalecenia projektanta instalacji. Zalecenia te dotyczą: konstrukcji przegród budowlanych,  ich izolacji termicznych jak również usytuowania przegród oszklonych względem orientacji terenowej. Ma to duże znaczenie ponieważ jednym z głównych źródeł zysków ciepła jest energia słoneczna. Rzutuje to na konieczność prawidłowego zaprojektowania elementów stałych konstrukcji budynku służących do ograniczenia nadmiernych zysków ciepła w okresie letnim jednocześnie nie zmniejszając nasłonecznionej powierzchni przegrody w okresie zimowym.

## Instalacje w budynkach  pasywnych i niskoenergetycznych
Instalacje wewnętrzne powinny być wykonane w sposób ograniczający zużycie energii ze źródeł pierwotnych nieodnawialnych z naciskiem na wykorzystanie energii wtórnej. Realizacja projektu instalacji możliwa jest dzięki zastosowaniu się do zaleceń zawartych w poszczególnych etapach zintegrowanego projektowania. Nowoczesne budynki energooszczędne powinny być wyposażone w nowoczesne instalacje pozwalające zapewnić jak najmniejsze zużycie energii a co za tym idzie minimalizację kosztów eksploatacji. Jest to możliwe, przykładowo, dzięki zastosowaniu kompaktowego urządzenia grzewczo- wentylacyjnego umożliwiającego zintegrowanie systemu przygotowania ciepłej wody użytkowej, ogrzewania i wentylacji. Ponadto dobra izolacja przegród zewnętrznych prowadzi do przejęcia przez  instalacje wentylacyjną funkcji instalacji grzewczej, co pozwala na rezygnację z zastosowania tradycyjnych grzejników. Bardzo często instalacja ciepłej wody użytkowej współpracuje z systemami bazującymi na energii odnawialnej, nierzadko wspomaganych przez urządzenia zasilane ze źródeł tradycyjnych. Uwzględniając fakt zastosowania urządzeń energetyki odnawialnej warto mieć na uwadze aspekty estetyczne budynku np. wbudowanie kolektorów słonecznych w strukturę dachu jak również umiejętne zagospodarowanie terenu, na którym występują między innymi gruntowe wymienniki ciepła lub baseny akumulacyjne.

## Podsumowanie
Pojęcie zintegrowanego projektowania wymaga interdyscyplinarnej współpracy projektantów i wykonawców na każdym etapie począwszy od koncepcji projektu do jego realizacji. Ideą zagadnienia jest traktowanie budowli jako całości działającej w harmonii, a nie jak obiektu składającego się z odrębnych, niewspółpracujących komponentów. Właściwa lokalizacja, nowoczesna a zarazem elastyczna w stosunku do potrzeb energetycznych architektura i prawidłowo zaplanowane  instalacje stanowią podstawę do zaprojektowania budynku w sposób ekonomiczny i zintegrowany.